# Schwarzscher Stiefel

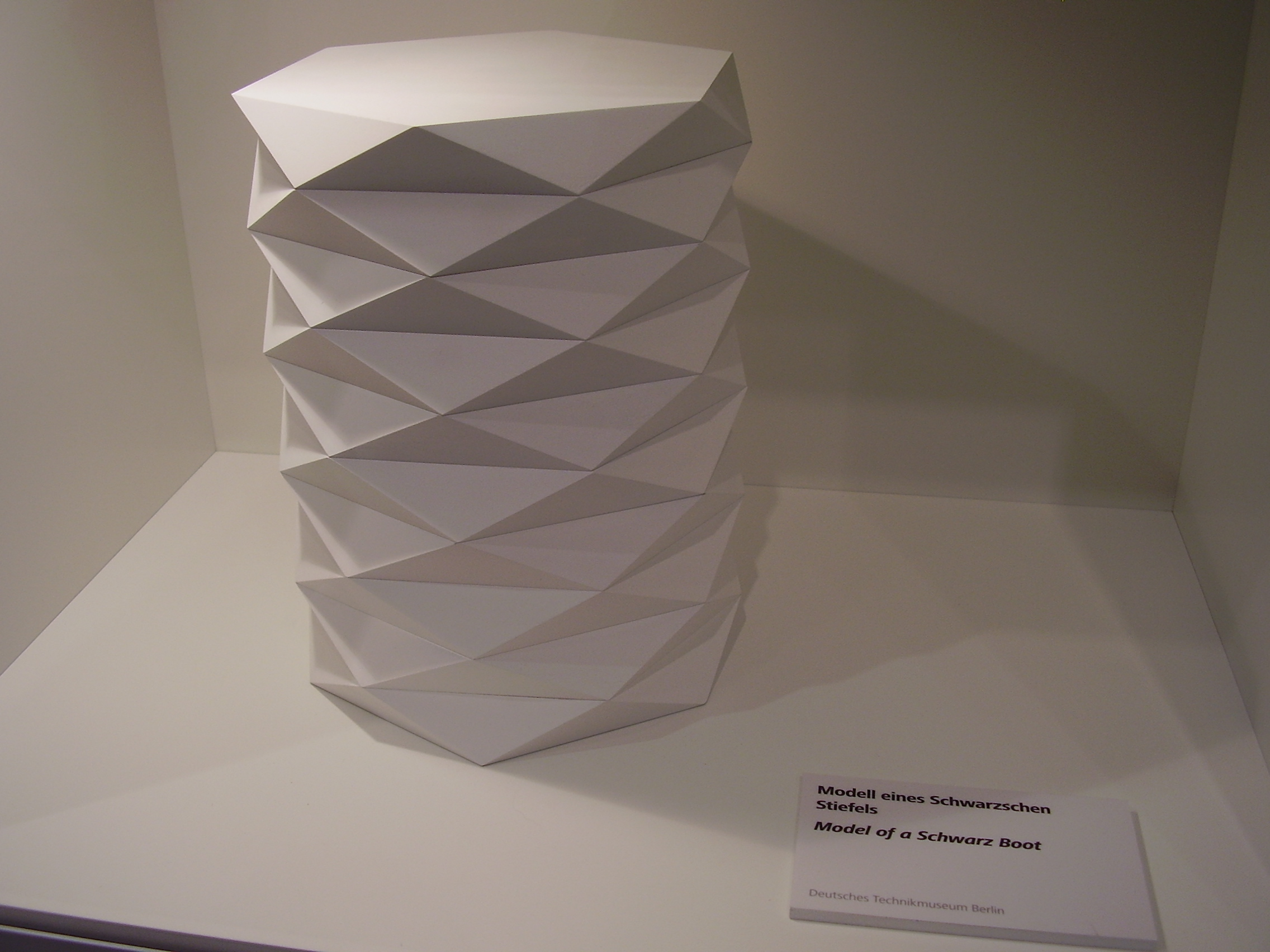
Schwarzscher Stiefel im Deutschen Technikmuseum Berlin

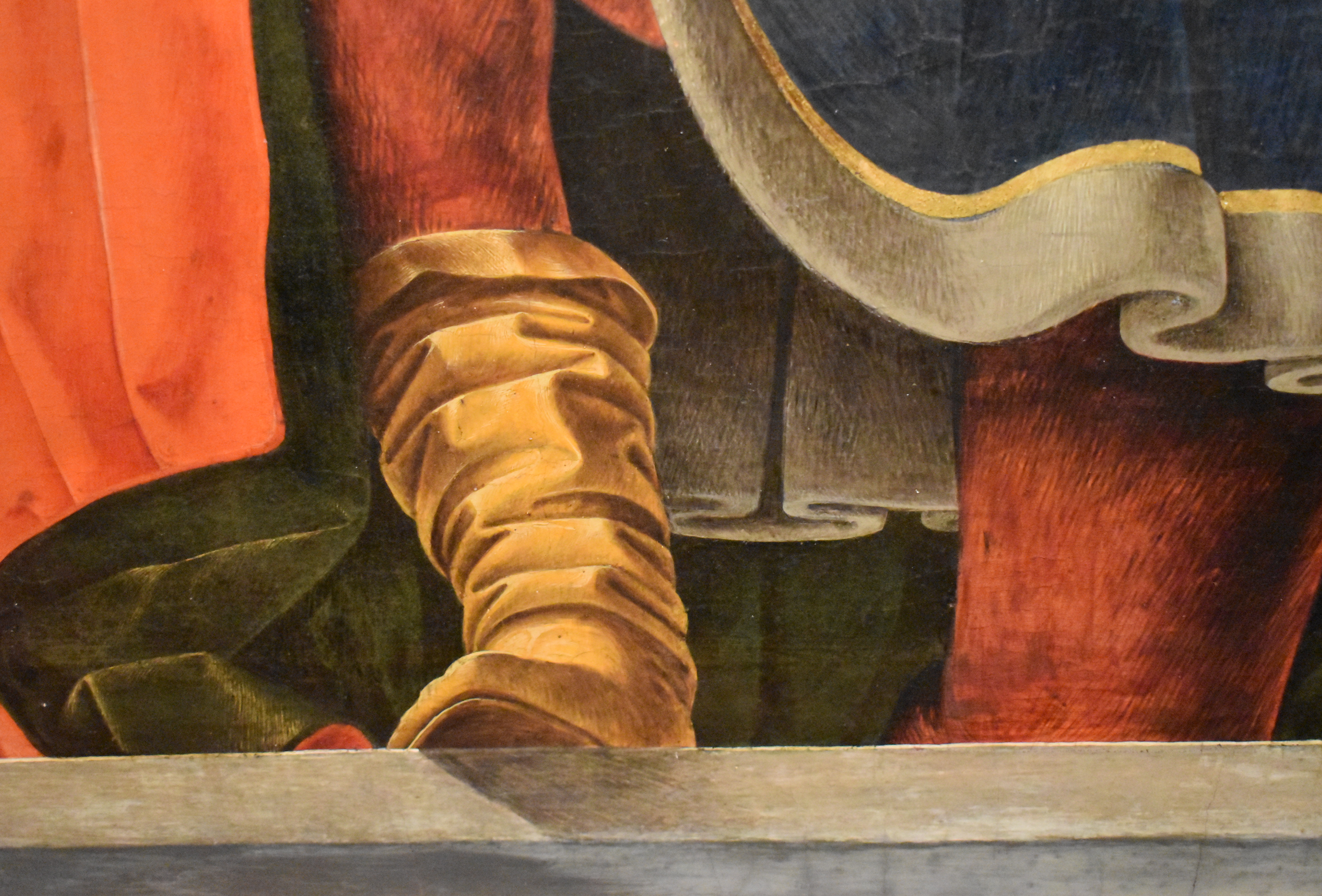
Stiefel aus einem Gemälde von Francesco del Cossa (1473)

Der schwarzsche Stiefel oder schwarzsche Laterne bezeichnet eine Approximation eines Zylinders durch eine von Polygonen begrenzte Fläche. In der Mathematik wird er als pathologisches Beispiel dafür behandelt, dass der Grenzwert approximierender Polyeder nicht immer geeignet ist, um die Fläche von glatten Oberflächen auszurechnen.

## Name und Entdecker
Benannt ist sie nach Hermann Schwarz, der die Konstruktion formulierte. Die Bezeichnung Stiefel oder Laterne rührt daher, dass die Konstruktion aussieht wie die Falzung eines Stiefels oder wie ein Lampion. Unabhängig von Schwarz entdeckte auch Giuseppe Peano 1882 diese Konstruktion.

## Hintergrund
Schon in der Antike versuchte man krummlinige Flächen und Längen mithilfe von Näherungskonstruktionen auszurechnen. Von Archimedes ist sein nach ihm benannter Algorithmus bekannt, der eine Näherungsberechnung für die Kreiszahl angab. Flächen mithilfe von Rechtecken oder einfacheren Polygonen zu approximieren war der Grundgedanke hinter der Integralrechnung oder numerischen Berechnungsmethoden wie der Keplerschen Fassregel. Die Berechnung der Fläche eines Zylinders wird heutzutage über das Oberflächenintegral berechnet, aber historisch gab es Definitionsversuche, die Volumen von Untermannigfaltigkeiten des {\displaystyle \mathbb {R} ^{n}} als Grenzwert von einfacheren Integralen zu definieren. Im zweidimensionalen Fall lässt sich zum Beispiel die Länge eines Weges {\displaystyle \gamma :[0,1]\to \mathbb {R} ^{n}} folgendermaßen nähern: Dafür zerlegt man das Intervall in {\displaystyle n} Punkte mit der Eigenschaft
{\displaystyle 0=x_{0}<x_{1}<x_{2}<\dots <x_{n}=1.}
Eine grobe Näherung wäre dann gegeben durch:
{\displaystyle \Vert \gamma (x_{1})-\gamma (x_{0})\Vert +\Vert \gamma (x_{2})-\gamma (x_{1})\Vert +\dots +\Vert \gamma (x_{n})-\gamma (x_{n-1})\Vert .}
Für größere {\displaystyle n} müsste also anschaulich eine bessere Näherung entstehen. So könnte man versuchen, die Länge einer Kurve als den Grenzwert solcher Polygonzüge zu definieren, was im Allgemeinen aber nicht funktioniert, da man sich sehr unintuitive Wege ausdenken könnte, sodass der oben stehende Term gar nicht mehr konvergiert oder abhängig von der Wahl der Zerlegung verschiedene Grenzwerte hervorbringt.
Der schwarzsche Stiefel demonstriert, dass man auch Oberflächeninhalte nicht durch eine Folge von Polyedern definieren kann, wie das zum Teil noch in manchen Lehrbüchern des 19. Jahrhunderts behauptet wurde. Denn abhängig von der Wahl der Folge können auch hier verschiedene Ergebnisse herauskommen. Dieses Beispiel hat auch noch heutige Relevanz, weil es zeigt, dass man bei der Anwendung von zum Beispiel der Finite-Elemente-Methode aufpassen muss, unter welchen Bedingungen der Grenzwert einer Triangulation sinnvollerweise konvergiert.

## Konstruktion

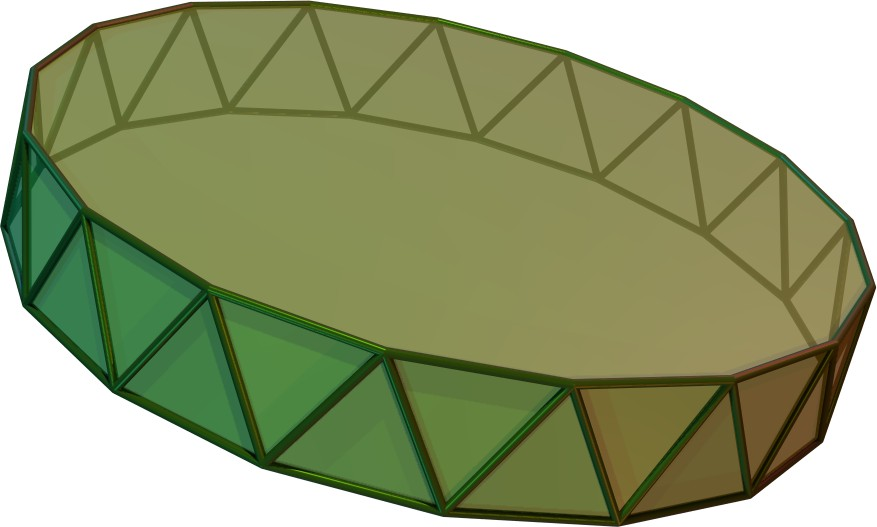
Beispiel mit 17 Punkten

Es sei gegeben ein Zylinder der Höhe {\displaystyle l} und des Radius {\displaystyle r}. In dieser Berechnung interessieren wir uns nicht für den gesamten Oberflächeninhalt, sondern lediglich für die Mantelfläche. Für die Konstruktion des Schwarzschen Stiefels werden zwei natürliche Zahlen {\displaystyle m} und {\displaystyle n} betrachtet.
- Ein Zylinder soll in {\displaystyle m} einzelne Ringe zerlegt werden. Jeder einzelne Teilring sollte also die Höhe {\displaystyle l/m} besitzen.
- Die einzelnen Ringe berühren sich an ihren Rändern. In jedem dieser Ränder sollen {\displaystyle n} Punkte mit einem Abstand von {\displaystyle 2\pi r/n} platziert werden. Da der Umfang {\displaystyle 2\pi r} beträgt, heißt das, dass sie auf dem gesamten Rand gleichmäßig verteilt sind. In jedem nächsthöheren Ring werden die Punkte um {\displaystyle \pi /n} rotiert, sodass im nächsthöheren Ring ein Punkt sich zwischen zwei Punkten des nächsttieferen Ringes befindet. Für {\displaystyle m=1} entspricht das einfach einem Antiprisma.

Daraus entsteht für jedes {\displaystyle n} und {\displaystyle m} ein Polyeder. In jedem dieser Ringe befinden sich {\displaystyle 2n} gleichschenklige Dreiecke, also sind es insgesamt {\displaystyle 2mn} Dreiecke. Die Grundseite jedes Dreieckes hat nach trigonometrischen Überlegungen die Länge
{\displaystyle 2r\sin \left({\frac {\pi }{n}}\right)}.
Mithilfe des Satz des Pythagoras lässt sich für jedes Dreieck die Höhe {\displaystyle h} ermitteln:
{\displaystyle h^{2}=\left({\frac {l}{m}}\right)^{2}+\left(r\cdot (1-\cos \left({\frac {\pi }{n}}\right)\right)^{2}.}
Am Ende beträgt die Mantelfläche des Polyeders also:
{\displaystyle A(m,n)=2mnr\sin \left({\frac {\pi }{n}}\right){\sqrt {\left({\frac {l}{m}}\right)^{2}+\left(r\cdot (1-\cos \left({\frac {\pi }{n}}\right)\right)^{2}}}.}
Wegen
{\displaystyle \lim _{n\to \infty }n\cdot \sin \left({\frac {\pi }{n}}\right)=\pi } und {\displaystyle \lim _{n\to \infty }\left(r\cdot (1-\cos \left({\frac {\pi }{n}}\right)\right)^{2}=0}
ist der Grenzwert für ein festes {\displaystyle m}
{\displaystyle \lim _{n\to \infty }A(m,n)=2\pi rl,}

Konvergenz des Stiefels, die abhängig davon ist, in welchem Verhältnis die beiden Größen zueinander stehen.

entspricht also der Fläche der Teilringe und konvergiert für {\displaystyle m\to \infty } gegen die Mantelfläche des Zylinders.
Wenn wir stattdessen aber zuerst {\displaystyle m\to \infty } betrachten, gilt
{\displaystyle \lim _{m\to \infty }A(m,n)=\lim _{m\to \infty }2mnr\sin \left({\frac {\pi }{n}}\right){\sqrt {\left({\frac {l}{m}}\right)^{2}+\left(r\cdot (1-\cos \left({\frac {\pi }{n}}\right)\right)^{2}}}=2nr\sin \left({\frac {\pi }{n}}\right)\lim _{m\to \infty }{\sqrt {l^{2}+(mr)^{2}\cdot \left(1-\cos \left({\frac {\pi }{n}}\right)^{2}\right)}}=\infty .}
Die Grenzwerte sind nicht vertauschbar, also {\displaystyle \lim _{m\to \infty }\lim _{n\to \infty }A(m,n)\neq \lim _{n\to \infty }\lim _{m\to \infty }A(m,n)}, obwohl anschaulich gesehen beide die Mantelfläche approximieren müssten.